# M/S Ursula
M/S Ursula var en färja som byggdes 1972 vid Meyer-Werft i Papenburg i Tyskland åt Stockholms Rederi Svea för trafik på HH-leden mellan Helsingborg och Helsingør. Rutten drevs av Linjebuss International, ett dotterbolag till rederi Svea, i konkurrens med DSB. 
M/S Ursula, som var det sista av tre identiska systerfartyg, hade vid leveransen en kapacitet på 800 passagerare och 75 personbilar och seglade sin första tur från Helsingborg den 22 mars 1973.
År 1980 övertogs Linjebus International av 
Scandinavian Ferry Line som fem år senare lät bygga om Regula och systerfartygen på Helsingør Skibsværft med bland annat nytt bildäck. 
Ursula gjorde sin sista tur på HH-leden den 31 maj 1996 och såldes våren 1997 till det mexikanska rederiet Chan Kenab Maritima SA. Hon bytte hemmahamn till Cozumel och döptes om till Cozumel II. Hon avgick från Helsingborg den 9 maj 1997 för att ta sig över Atlanten och sattas in på en rutt mellan Puerto Morelos på det mexikanska fastlandet och ön Cozumel.
När orkanen Wilma slog till den 21 oktober 2005 sökte man sig bort från området och satte kurs mot farvattnet utanför Belize med 14 personer ombord. Utanför Chetumals kust fick Cozumel maskinhaveri och började driva redlöst tills hon klockan 15.35 lokal tid gick på korallrevet Banco Chinchorro. Hon stod hårt på grundet och nästa morgon evakuerades besättningen med helikopter. Färjan övergavs och avfördes från Lloyds register den 14 december 2005 på ägarnas begäran.
Rederiet hade inte pengar eller resurser att bärga fartyget så hon fick stå kvar på revet till 2010 då myndigheterna beslöt att hon skulle bort. Den 16 maj drogs Cozumel loss från revet med hjälp av en bogserbåt efter att ha tätats och tömts för vatten och bogserades till La Ceiba Beach där hon skrotades.